# 68. bojna Vojne Policije HV
68. bojna vojne policije ustrojena je 7. prosinca 1991. godine u Osijeku.
Po zapovijedi ministra obrane Gojka Šuška dana 7. prosinca 1991. ustrojena je 68. bojne vojne policije u Osijeku, a prvim zapovjednikom imenovan je Vladimir Burić.
1. siječnja 1992. na mjesto zapovjednika 68. bojne vojne policije imenovan je Ante Gilja, ratni zapovjednik Nuštra.
Tijekom 1995. godine 68. bojna vojne policije je sudjelovala u operacijama oslobađanja okupiranog dijela RH "Operaciji Bljesak". Nakon završetka vojnog djela operacije "Operacije Bljesak" 68. bojna vojne policije u Okučanima ustrojava svoju izdvojenu privremenu postaju.

## Nakon rata
Dana 8. lipnja 1997. Hrvatska zastava došla je u Vukovar. U "Vlaku mira" s predsjednikom Republike Hrvatske dr. Franjom Tuđmanom bili su tada pripadnici 68. bojne vojne policije i to je njihova konačna pobjeda. 68. bojna vojne policije nakon rata obavlja vojno-policijske zadaće u zoni svoje odgovornosti. Istovremeno pripadnici bojne prolaze kroz obuke i školovanja te se pripremaju za međunarodne misije Hrvatske vojske. Od samog početka sudjelovanja Republike Hrvatske u međunarodnim misijama pa sve do danas sudjeluju i pripadnici 68. bojne vojne policije.

## Zapovjednici bojne
- Vladimir Burić
- Brigadir Ante Gilja
- Brigadir Željko Ljubas
- Bojnik Drago Maksimović

## Gubitci
Kroz 68. bojnu vojne policije je prošlo oko 1.200 pripadnika: njih 32 je poginulo, 102 ih je ranjeno.

## Priznanja
68. bojna vojne policije odlikovana je Redom Nikole Šubića Zrinskog za iskazano junaštvo pripadnika bojne u Domovinskom ratu te se time priznaje kao jedna od herojskih postrojbi Hrvatske vojske.